# Satul Nou
Satul Nou è un comune della Moldavia situato nel distretto di Cimișlia di 2.201 abitanti al censimento del 2004